# 微軟行動
微軟行動（Microsoft Mobile）是一家總部設在芬蘭埃斯波的跨國通信裝置製造公司，隸屬於美國微軟公司。其主要職責是裝置研發、製造、銷售功能手機、智能手機和平板電腦。
2013年9月3日，微軟宣布將以54.4億歐元（72億美元）收購諾基亞手機製造、裝置和服務業務、Lumia、Asha品牌以及10年期的非獨佔專利許可證。諾基亞仍保有網路與服務業務諾基亞通信、Here地圖團隊、諾基亞品牌、專利（負責技術開發與授權的諾基亞高端技術）。該交易預計將在2014年第一季度完成，需要接受諾基亞股東和監管部門的審批。
2014年4月25日，諾基亞宣佈完成向微軟出售裝置和服務業務。2014年10月22日，微軟正式宣佈將諾基亞手機品牌改為「Microsoft Lumia」，為諾基亞手機寫下休止符，但是諾基亞於2015年宣佈在2016年再度以自家品牌推出手機，2016年微軟行動以3.5億美元出售Nokia功能性手機業務予鴻海子公司富智康及芬蘭公司HMD Global Oy，Nokia旗下的Nokia Technologies通過品牌權及智財權授權協議，授權HMD Global未來10年生產Nokia品牌的手機及平板。

## Lumia 系列產品
- Microsoft Lumia 430
- Microsoft Lumia 435
- Microsoft Lumia 532
- Microsoft Lumia 535
- Microsoft Lumia 540
- Microsoft Lumia 640
- Microsoft Lumia 640 XL
- Microsoft Lumia 950
- Microsoft Lumia 950 XL
- Microsoft Lumia 550
- Microsoft Lumia 650

## 外部連結
- 微軟行動全球 （页面存档备份，存于）（英文）
- 微軟行動中國 （页面存档备份，存于）（简体中文）
- 微軟行動台灣 （页面存档备份，存于）（繁體中文）
- 微軟行動香港 （页面存档备份，存于）（繁體中文）